# Chrysophyllum wilsonii
Chrysophyllum wilsonii är en tvåhjärtbladig växtart som beskrevs av Terence Dale Pennington. Chrysophyllum wilsonii ingår i släktet Chrysophyllum och familjen Sapotaceae. Inga underarter finns listade i Catalogue of Life.